# Ave Satani

Ave Satani est le nom générique donné au thème musical composé pour le film La Malédiction (1976) de Richard Donner par le compositeur américain Jerry Goldsmith. 
Pour la première fois des chœurs maléfiques ont été utilisés dans une musique de film, chantant une messe noire en latin.
L'idée est venu au compositeur d'utiliser le latin, non pas pour célébrer une messe à la gloire de Jésus Christ, mais au contraire pour célébrer une messe à la gloire de l'Antéchrist, qui est le personnage central du film. 
Le compositeur a reçu l'Oscar de la meilleure musique pour ce film, récompensant ainsi son audace et le caractère réellement terrifiant de sa partition.